# Shao Qihui
Shao Qihui (chinesisch 邵奇惠; * 1934 in Yixing, Jiangsu) ist ein ehemaliger chinesischer Politiker der Kommunistischen Partei Chinas (KPCh), der unter anderem zwischen 1989 und 1994 Gouverneur von Heilongjiang war.

## Leben
Shao Qihui absolvierte ein Studium der Ingenieurwissenschaften an der Polytechnischen Universität Harbin und trat 1953 als Mitglied der Kommunistischen Partei Chinas (KPCh) bei. Er war zwischen 1955 und 1958 stellvertretender Direktor des Kommunistischen Jugendverbandes Chinas in der Provinzunmittelbaren Verwaltungszone Hangzhou und arbeitete danach als Ingenieur sowie Leitender Ingenieur im Bereich Land- und Forstmaschinenbau. Nach fast dreißigjähriger Tätigkeit in der Industrie wurde er 1985 stellvertretender Sekretär des Parteikomitees der Provinzunmittelbaren Verwaltungszone Harbin und bekleidete diese Funktion bis 1987, woraufhin er zwischen 1987 und 1988 Sekretär des Parteikomitees der bezirksfreien Stadt Qiqihar war.
Nachdem Shao zwischen 1988 und 1989 Vize-Gouverneur der Provinz Heilongjiang war, wurde er als solcher im Dezember 1988 zunächst kommissarischer Gouverneur sowie 1989 als Nachfolger von Hou Jie Gouverneur von Heilongjiang. Diesen Posten bekleidete er bis Mai 1994, woraufhin Vize-Gouverneur Tian Fengshan diesen Posten kommissarisch und dann formell 1995 übernahm. 1991 wurde ihm die Volksfreundschaftsmedaille Russlands verliehen. Auf dem XIV. Parteitag der Kommunistischen Partei Chinas (12. bis 19. Oktober 1992) wurde er Mitglied des Zentralkomitees der Kommunistischen Partei Chinas (ZK der KPCh) und gehörte diesem Gremium bis zum XV. Parteitag der KPCh (12. bis 19. September 1997) an. 
Nach seiner Ablösung als Gouverneur war Shao Qihui zwischen 1994 und 1998 Vize-Minister im Ministerium für die Maschinenindustrie und bekleidete zugleich von 1994 bis 1998 als stellvertretender Sekretär der Parteiführungsgruppe in diesem Ministerium. Darüber hinaus war er zwischen 2003 und 2008 auch noch in der neunten Legislaturperiode Mitglied des Nationalkomitees der Politischen Konsultativkonferenz des chinesischen Volkes (PKKCV), ein beratendes Gremium im Staatsapparat der Volksrepublik China, das sowohl aus Mitgliedern der KPCh wie aus Nichtparteimitgliedern oder Mitgliedern anderer Parteien, den sogenannten „Acht Demokratischen Parteien und Gruppen“, besteht.